# 周瑯
周瑯（1486年—？），字光戴，湖廣黃州府蘄水縣（今湖北浠水縣）人，明朝政治人物。

## 生平
湖廣鄉試第六十九名，後參加會試第四名。正德十六年，登進士第二甲第九十九名。嘉靖元年（1522年）六月除吏科給事中，三年八月升工科右給事中，六年升刑科都給事中，出任廬州府知府，升山東按察司副使，十三年七月調任廣東提學副使。

## 家族
曾祖周瓚，曾任義官；祖父周仕淮，曾任義官；父周紹吉，曾任義官。母李氏。慈侍下。